# Siringomielia

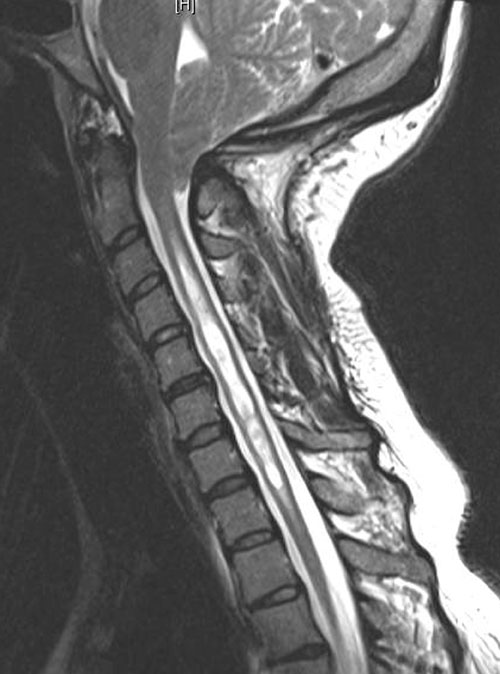
Siringomielia associado à Malformação de Chiari

Siringomielia é uma patologia em que uma cavidade tubular - também denominada siringe -, localizada, em geral, na área central da medula espinal gradualmente se expande e produz lesão nervosa. Normalmente, quando trata-se de uma condição congênita e se desenvolve com maior incidência nos segmentos cervical e torácico da medula. Inicialmente, se origina como um divertículo do canal central medular e, gradualmente, disseca para substância cinzenta posterior ou anterior, preenchida por um líquido, que, por sua vez, causa a dilatação transversa da medula.
Os neurônios do corno anterior e fibras para sensibilidade termoálgica são lesados. Tratos longos, primeiramente o piramidal, e após, os da coluna posterior, podem ser comprimidos em fases avançadas da doença. Em alguns casos, há extensão para bulbo - siringobulbia. A extensão para região lombar é rara.
Patologia rara, com uma prevalência de 8 a cada 100.000 pessoas.

## Etiologia
A patogênese da siringomielia não é bem compreendida. A grande maioria dos casos de siringomielia está associado a uma malformação - a de Arnold-Chiari tipo 1. Outros defeitos de desenvolvimento associados incluem impressão basilar, síndrome de Dandy-Walker e atresia do forame de Magendie. Alguns casos também estão associados a hidrocefalia.
Postula-se que, devido a malformação de Arnold-Chiari, o fluxo do líquido cefalorraquidiano, a partir do quarto ventrículo, está diminuído, e uma pressão elevada força o líquor para o canal central medular, expandindo-o gradualmente e, desta forma, formando-se a siringe.
Em algumas ocasiões, as siringes parecem ser causadas por trauma da medula espinal e podem se desenvolver meses, ou até mesmo, anos após a lesão. Aracnoidite espinal e tumores intramedulares também são causas conhecidas que levam à formação da siringe. Nessas ocasiões, as cavitações secundárias ou adquiridas podem ocorrer em qualquer topografia da medula.

## Manifestações Clínicas
A siringomielia pode ser assintomática, descoberta por exames de imagem acidentalmente.
Quando sintomática, em geral os sintomas aparecem tardiamente, entre a segunda e a quarta década de vida, e podem incluir:
1. Dissociação Anestésica: perda da sensação para dor e temperatura em uma distribuição do tipo capa, com preservação do tato e propriocepção;
2. Paresia progressiva de membros;
3. Atrofia muscular;
4. Alteração de propriocepção e sensibilidade vibratória;
5. Em casos avançados, paraparesia espástica com nível sensitivo.

A média de idade para início dos sintomas é de 30 anos. A doença progride de forma variável.

## Diagnóstico
A siringomielia é prontamente diagnosticada com Ressonância Magnética, podendo ou não estar associada à malformação de Chiari.

## Tratamento
A etiologia da siringe determina o tratamento apropriado a ser proposto. Na maioria dos casos, uma malformação de Arnold-Chiari, o tratamento é realizado com a descompressão de fossa posterior, por meio de uma craniectomia suboccipital e laminectomia de C1. Já em pacientes sem anormalidades cervicobulbares, a siringotomia pode ser considerada.